# Alien: Romulus

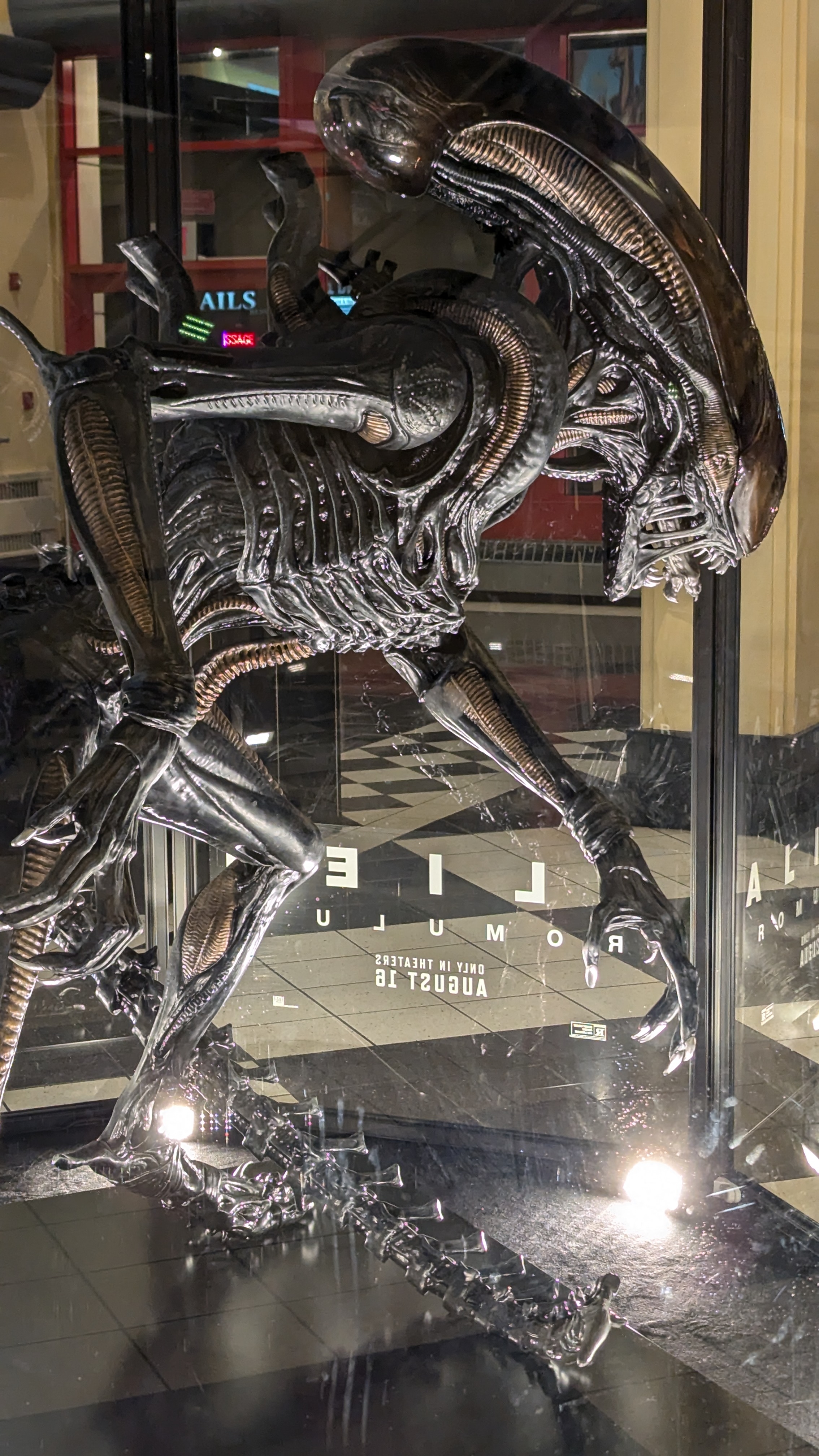
Xenomorph aus dem Film Alien: Romulus

Alien: Romulus ist ein US-amerikanischer Science-Fiction-Horrorfilm von Fede Álvarez. Es handelt sich um den siebten Film der Alien-Reihe. Er spielt zwischen den Filmen Alien (1979) und Aliens (1986). Er wurde am 15. August 2024 in Deutschland und einen Tag später in den USA veröffentlicht.

## Handlung
Eingangssequenz
Ein automatisch gesteuertes Weyland-Yutani-Raumschiff nähert sich im Jahr 2142 dem Wrack der USCSS Nostromo und scannt zielgerichtet das Trümmerfeld. Hierbei wird ein organisches Objekt entdeckt, das sichergestellt wird. Auf der Raumstation Renaissance wird das Objekt, das einem Kokon ähnelt, geöffnet. Es enthält den Xenomorph, den Ripley einst aus der Rettungskapsel Narcissus in den Weltraum hinausgestoßen hatte.
Haupthandlung
Die Waise Rain Carradine arbeitet in Lohnsklaverei in einer Minenkolonie des Planeten Jackson’s Star für den Weyland-Yutani-Konzern. Ihr Begleiter ist der Androide Andy (Modell N-D-255), der von ihrem Vater als Ersatzbruder programmiert wurde, um sich um sie zu kümmern. Rains Ex-Freund Tyler plant, aus der Kolonie zum nächstgelegenen bewohnbaren Planeten Yvaga III zu flüchten. Da die Reise neun Jahre dauert, bittet er Rain und Andy um Hilfe, Kryostase-Kapseln aus einem verlassenen Raumschiff zu stehlen, das sich in einer Umlaufbahn um Jackson’s Star befinde. Zusammen mit Tylers schwangerer Schwester Kay, seinem Cousin Bjorn und Bjorns Adoptivschwester Navarro, welche Pilotin ist, brechen sie mit dem kleinen Raumschiff Corbelan IV auf. Schnell stellt sich heraus, dass das vermeintliche verlassene Raumschiff eine Raumstation ist und diese in 36 Stunden mit den Ringen des Planeten kollidieren wird.
Die Raumstation Renaissance, welche aus den beiden Hälften Romulus und Remus besteht, wird nach dem Andocken zunächst von Tyler, Bjorn und Andy betreten, der ihnen aufgrund seiner Kompatibilität mit Weyland-Yutani-Systemen Zugang verschaffen kann. Die Kryostase-Kapseln werden in das Raumschiff geladen, aber da sie zu wenig Kühlmittel haben, brechen Tyler und Bjorn mit Andys Hilfe in eine Kühlkammer ein. Doch durch das Entfernen der Kühlkomponenten wachen die dort gelagerten Facehugger auf. Andys Rechte reichen nicht aus, die sich in so einem Fall automatisch schließenden Türen wieder zu öffnen. Rain und Navarro können sie befreien, indem sie Andy den Chip eines stark beschädigten Androiden der Station einsetzen. Doch Navarro wird von einem Facehugger angegriffen, der sich an ihren Kopf klammert.
Die Protagonisten schalten den beschädigten Androiden ein. Das baugleiche Modell zu Ash auf der Nostromo stellt sich als Wissenschaftsoffizier Rook vor. Er erklärt den Eindringlingen, dass der Facehugger bereits damit begonnen habe, einen Parasiten in Navarro abzulegen und ihre Überlebenschancen gering seien. In Panik versucht Bjorn mit Navarro zu fliehen, doch das Alien schlüpft kurz nach Erreichen des Raumschiffes aus Navarro aus und wächst binnen Minuten zu voller Größe heran. Bei dem Chaos wird Bjorn von dem Alien getötet, und das Raumschiff kollidiert im Hangar auf der anderen Seite der Raumstation. Der Unfall beschleunigt den Absturz der Raumstation in die Ringe des Planeten, sodass Rain, Andy und Tyler weniger als eine Stunde bleibt, um zum Raumschiff zu gelangen.
Der Weg führt durch einen Korridor, der mit Facehuggern verseucht ist. Da diese blind sind und auf Wärme und Geräusche reagieren, erhöhen Rain, Andy und Tyler die Temperatur in dem Korridor, um sich dann durch ihn hindurch zu schleichen. Rook erklärt über die Sprechanlage, welchem Zweck die Forschungsstation diente: Die Wissenschaftler versuchten, aus dem überlebenden Alien das Pathogen zu extrahieren, jene schwarze Substanz, die ihm seine Widerstands- und Anpassungsfähigkeiten verleiht und dessen Geheimnisse das Unternehmen seit der gescheiterten Prometheus-Mission zu entschlüsseln versuchte. Mit diesem Durchbruch erhofft sich der Konzern, Menschen für die lebensfeindlichen Umgebungen der Welten, die kolonisiert werden sollen, widerstandsfähiger zu machen. Doch das Alien tötete die Besatzung der Station. Rook bietet den Eindringlingen an, die Steuerung des Raumschiffes zu übernehmen und sie sicher zur Planetenoberfläche zurück zu leiten, wenn diese das Pathogen sicherstellen und an Weyland-Yutani überreichen.
Es gelingt, Kay aus einem Alien-Nest zu befreien, doch sie ist bereits lebensgefährlich verletzt. Ein Alien greift an und tötet Tyler. Andy, Kay und Rain gelingt es schließlich, sich den Weg mit Pulsgewehren aus dem Labor freizuschießen und zum Aufzug zu gelangen. Als Kay dabei für kurze Zeit von Rain und Andy getrennt wird, spritzt sie sich das Pathogen in der Hoffnung, sich und ihr ungeborenes Kind zu retten. Doch im Raumschiff bekommt sie plötzlich ihre Wehen und bringt ein mutiertes Kind zur Welt, welches binnen Minuten zu einem Mensch-Alien-Hybriden heranwächst, seine Mutter tötet und Andy außer Gefecht setzt. In letzter Sekunde gelingt es Rain, den Laderaum mit dem Hybriden in den Weltraum auszuwerfen, wo er in den Ringen zerbirst. Kurz bevor die Romulus und Remus in die Ringe abstürzt, übernimmt Rain manuell die Kontrolle über die Corbelan IV und entschließt sich – entgegen der Abmachung – zusammen mit Andy nach Yvaga III aufzubrechen.

## Produktion

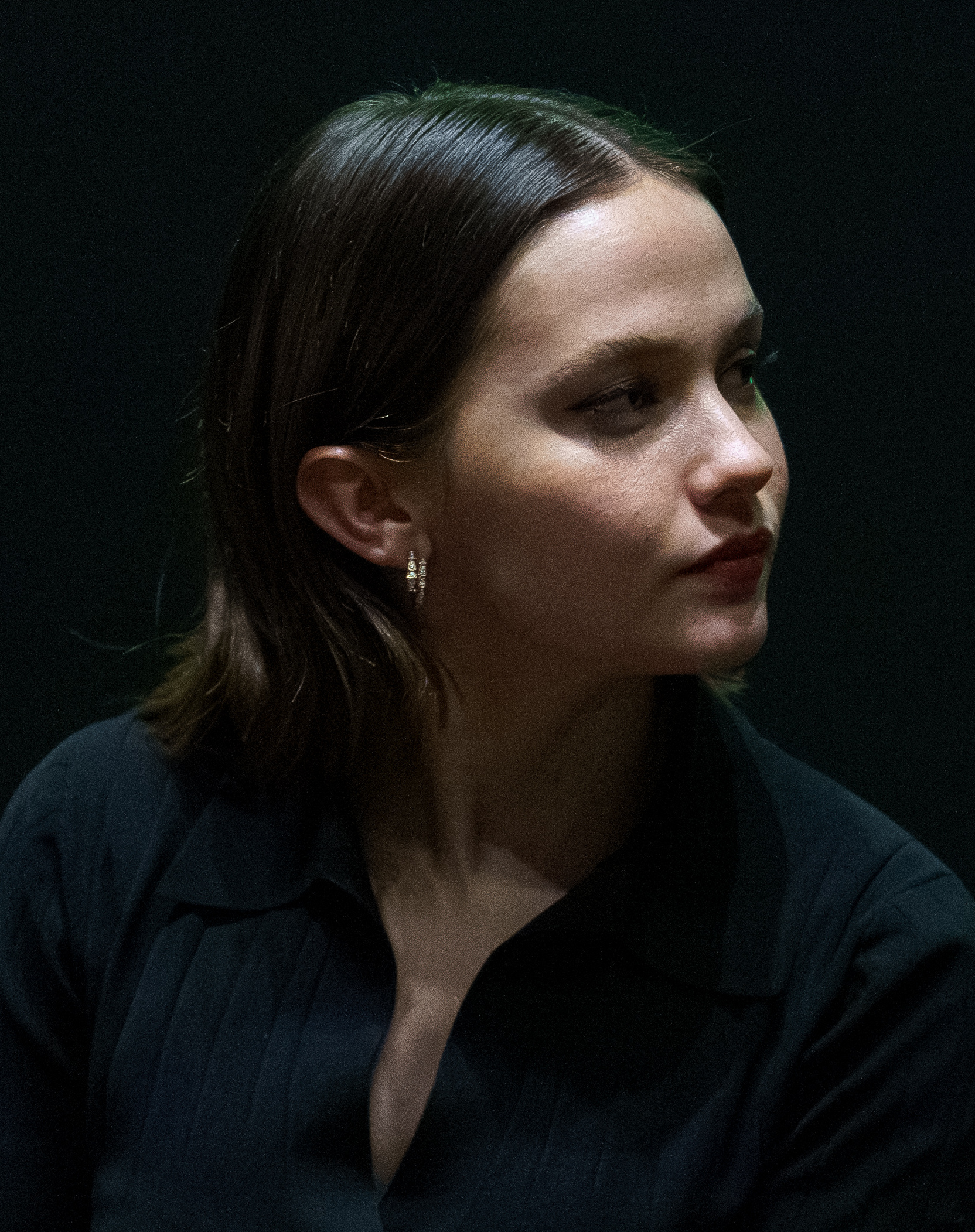
Hauptdarstellerin Cailee Spaeny

### Entwicklung
Während der Produktion von Alien: Covenant, sagte Fede Álvarez im Podcast Q with Tom Power, er sei mit einem der Produzenten von Ridley Scotts Produktionsfirma Scott Free in Kontakt gekommen, um sich auszutauschen. Dabei sei auch die Alien-Filmreihe zur Sprache gekommen, die Alvarez seit seiner Jugend schätzt. Das Ergebnis des Gesprächs sei gewesen, dass er gebeten wurde, ein Treatment – eine Kurzfassung einer möglichen Geschichte – für einen Film einzureichen, der „im Wesentlichen der Film ist, den wir heute gemacht haben“. Das Treatment sei Ridley Scott vorgelegt worden, der es für gut befunden habe. Aufgrund von Scotts eigenen Plänen für Alien: Covenant und dessen Nachfolger sei die Produktion zu diesem Zeitpunkt jedoch ungünstig gewesen.
Nach der Übernahme von 21st Century Fox durch die Walt Disney Company wurde auf der CinemaCon 2019 bekannt gegeben, dass sich Projekte zu mehreren Franchises in Entwicklung befänden, darunter auch Alien. Fede Álvarez sei erst im Frühjahr 2022 vom 20th-Century-Studios-CEO Steve Asbell kontaktiert worden, um über eine mögliche Umsetzung von Alien: Romulus zu sprechen. Im März 2022 übernahm Fede Álvarez offiziell die Regie und das Drehbuch des Films. Im November 2022 wurde bekannt, dass Cailee Spaeny die Hauptrolle übernehmen wird. Alien: Romulus wurde als möglicher Titel für den Film in Betracht gezogen. Anfang März 2023 wurde bekannt gegeben, dass neben Cailee Spaeny in der Hauptrolle auch David Jonsson, Archie Renaux, Isabela Merced, Spike Fearn und Aileen Wu im Film mitspielen.
Laut Fede Álvarez, habe man mit Alien: Romulus „zur ursprünglichen Form“ der Alien-Filme zurückkehren wollen. Aus diesem Grund hätten er und ein Team sich auch auf Konzepte der einstigen Künstler wie Ron Cobb und HR Giger gestützt. „Man sieht die Arbeit einiger legendärer Designer im Film, weil wir zu ihren Ideen und Designs zurückgekehrt sind. Sie hatten viele Ideen, die es nicht in den Originalfilm schafften, die wir aber jetzt aufgegriffen haben“, sagte Alvarez in einem Interview mit Rolling Stone Germany.

### Dreharbeiten
Ursprünglich war geplant, dass die Dreharbeiten am 9. Februar 2023 in Budapest beginnen, jedoch wurde der Drehstart aus unbekannten Gründen um einen Monat nach hinten verschoben. Am 3. Juli 2023 wurden die Dreharbeiten beendet.
Der Androide und Wissenschaftsoffizier Rook an Bord der Romulus ähnelt in seiner physischen Erscheinung dem baugleichen Androiden Ash aus dem Originalfilm von 1979, dessen Rolle von dem 2020 verstorbenen Ian Holm gespielt wurde. Für Alien Romulus musste Rooks Rolle per Computer Generated Imagery nachgestellt werden. Nach Vorliegen der Genehmigung von Holms Erben wurde Rook von der Effektfirma Legacy Effects realisiert. Dafür wurde ein animatronisches Kopf-Torso-Modell hergestellt, das auf Daten eines 3D-Scans von Holm basiert, die für die Produktion der Herr-der-Ringe-Filmtrilogie erstellt wurde. Die Synchronisation der Lippen sowie die Nase- und Augenpartien der Figur wurde mittels CGI- und Deepfake-KI-Technologie der CGI-Firma Metaphysic verbessert. Die Dialoge des Sprechers wurden anschließend mit der Filtersoftware Speecher auf Ashs Dialoge aus dem Original-Alien-Film angepasst.

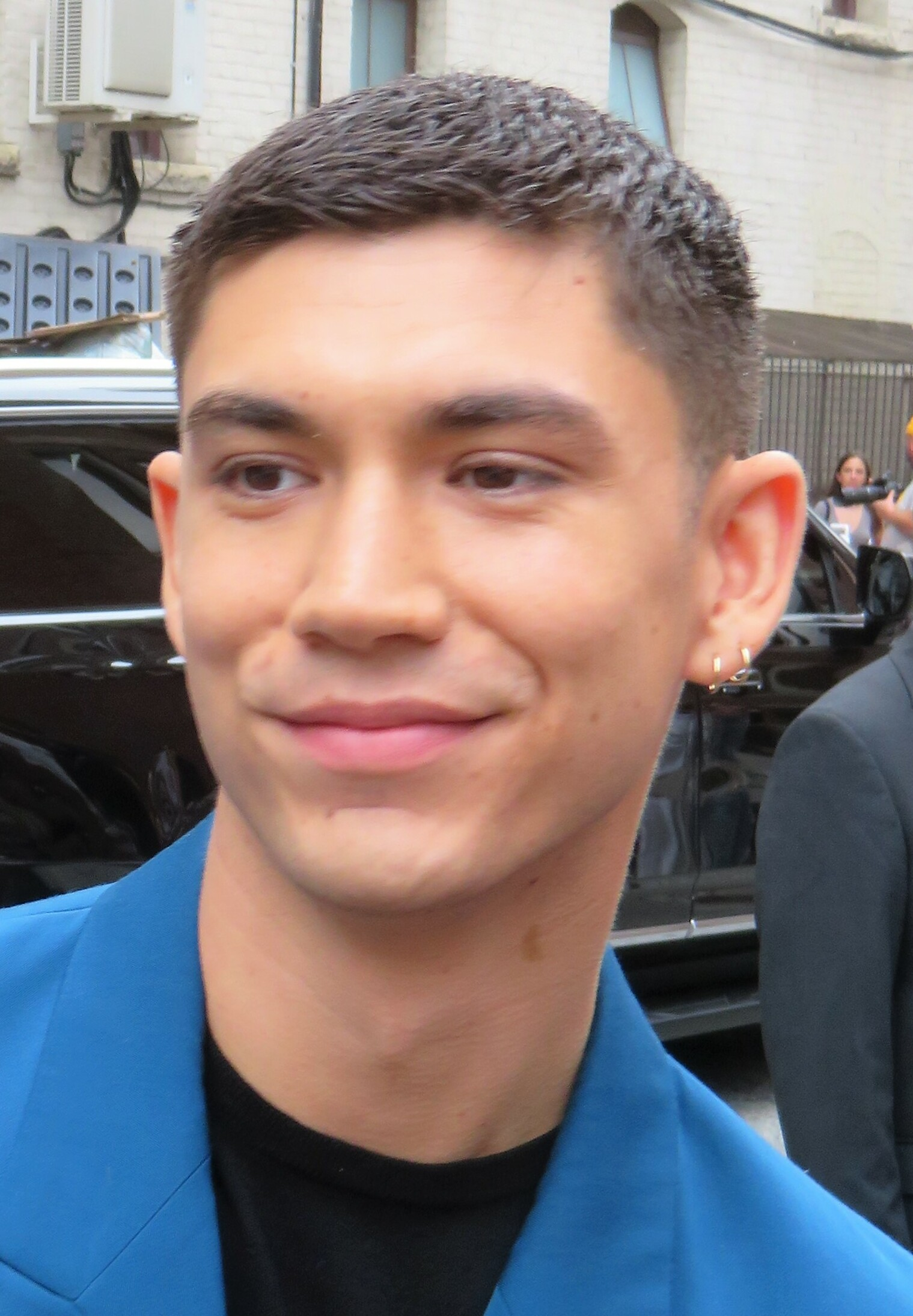
Archie Renaux spielt Tyler
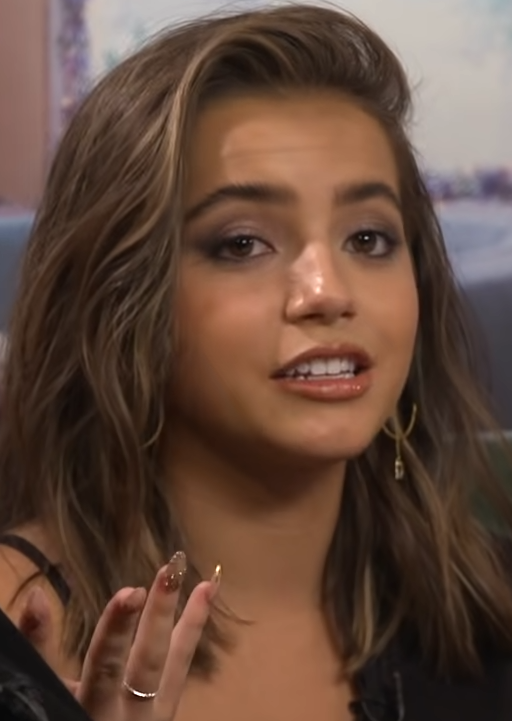
Isabela Merced spielt Kay
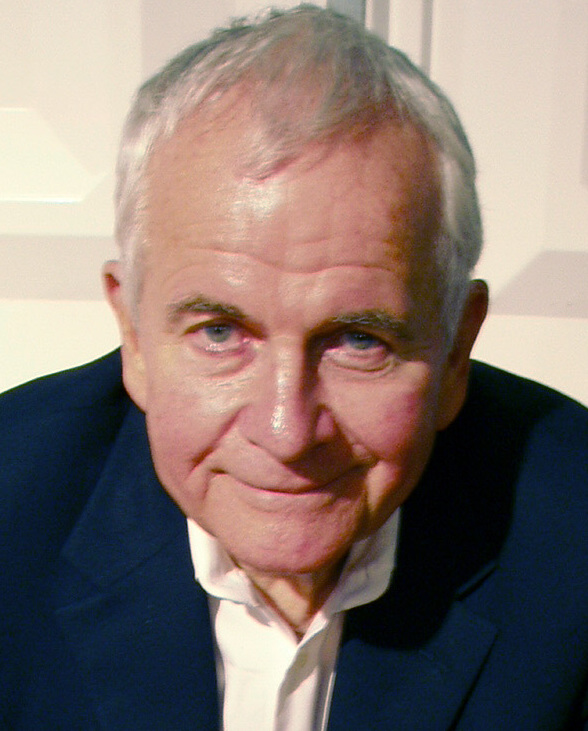
Androide Rook wurde mittels Archivdaten Ian Holms und CGI generiert

## Musik
Die Filmmusik komponiert Benjamin Wallfisch. Der Soundtrack enthält Themen aus Alien, komponiert von Jerry Goldsmith, Aliens von James Horner und Prometheus, komponiert von Marc Streitenfeld. Die Komposition „Einzug der Götter in Walhall“ aus Richard Wagners Das Rheingold, die in Alien: Covenant stark vertreten war, ist ebenfalls zu hören. Das Album von Wallfisch wurde am 16. August von Hollywood Records veröffentlicht.

## Synchronisation
Die deutschsprachige Synchronisation entstand nach einem Dialogbuch von Nathan Bechhofer und unter der Dialogregie von Zoë Beck bei Interopa Film, Berlin.
| Rolle          | Schauspieler                                               | Synchronsprecher    |
| -------------- | ---------------------------------------------------------- | ------------------- |
| Rain Carradine | Cailee Spaeny                                              | Derya Akyol         |
| Andy           | David Jonsson                                              | Florian Clyde       |
| Tyler          | Archie Renaux                                              | Jonas Lauenstein    |
| Kay            | Isabela Merced                                             | Lina Rabea Mohr     |
| Bjorn          | Spike Fearn                                                | Oscar Räuker        |
| Navarro        | Aileen Wu                                                  | Sophie Lechtenbrink |
| Rook           | Daniel Betts (Stimme und Double) Ian Holm (Archivmaterial) | Thomas Schmuckert   |

## Rezeption
Christoph Petersen lobt in seiner Rezension auf Filmstarts das aufwändige, atmosphärische Set- und Kreaturendesign, das den Film perfekt zwischen Alien und Aliens – Die Rückkehr einreiht. Die schauspielerische Präsenz der Hauptdarsteller empfindet er mit Ausnahme des von David Jonsson verkörperten Andy als etwas blass. Petersen lobte Jonsson für seine Umsetzung der faszinierenden moralischen Ambivalenz, die seine Natur als künstlich erschaffener Androide birgt. Petersen stellt fest, dass Cailee Spaeny zwar in die Fußstapfen Sigourney Weavers tritt, diese sich „dann doch gleich ein paar Nummern zu groß“ erweisen. Negativ bewertet er die zu groß geratene Anzahl an etwas zu leicht überwindbaren Aliens, gegen die die Crew anzutreten hat, was den einzelnen Kreaturen etwas von ihrem Schrecken nimmt. Für gelungen hält er Fede Alvarezs Bemühungen, sofort wiedererkennbare Einstellungen geschaffen zu haben und die sehr gute Kameraarbeit von Galo Olivares. Für Petersen stellt sich trotz dieser Reminiszenzen bei Alien: Romulus kein plumper Retro-Vibe ein. Er bewertet den Film mit 3,5/5 Punkten und reiht ihn eher als Actionfilm, denn als Horrorfilm ein.
Bei Metacritic erreichte Alien: Romulus eine Punktzahl von 64, basierend auf über 57 Rezensionen. Bei Rotten Tomatoes konnte der Film 80 % der 383 Kritiker überzeugen und erhielt eine durchschnittliche Punktzahl von 6,9/10. Der Kritikerkonsens ist: „Honoring its nightmarish predecessors while chestbursting at the seams with new frights of its own, Romulus injects some fresh acid blood into one of cinema’s great horror franchises.“ (deutsch: „Romulus würdigt seine alptraumhaften Vorgänger, platzt aber gleichzeitig aus allen Nähten vor neuen Schrecken und bringt frisches Säuren-Blut in eines der größten Horror-Franchises der Kinowelt.“)

### Einspielergebnis
Den Produktionskosten von 80 Millionen US-Dollar stehen weltweite Einnahmen aus Kinovorführungen in Höhe von 350,8 Millionen US-Dollar gegenüber, davon alleine 110,3 Millionen US-Dollar in China und 105,3 Millionen US-Dollar in Nordamerika. In Deutschland verzeichnete der Film 603.100 Besucher und spielte dabei 6,9 Millionen Dollar ein.

## Veröffentlichung
Ursprünglich plante Disney, den Film auf Hulu zu veröffentlichen. Später wurde bekannt, dass der Film am 16. August 2024 in den US-Kinos und einen Tag vorher in deutschen Kinos veröffentlicht werden soll.
Der erste Trailer zum Film wurde am 20. März 2024 veröffentlicht. Trailer zwei folgte am 4. Juli, der finale Trailer erschien zwei Wochen später.